# Marlies Giebe
Marlies Giebe, geborene Kettner, (* 1957 in Dresden) ist eine deutsche Restauratorin. Sie war von 2003 bis 2020 als Leiterin der Gemälderestaurierung der Gemäldegalerie Alte Meister und Galerie Neue Meister der Staatlichen Kunstsammlungen Dresden tätig.

## Leben und beruflicher Werdegang
Marlies Giebe wuchs in einer Grafikerfamilie in Dresden auf. Ihre Mutter, die Illustratorin Gitta Kettner, hatte bei Max Schwimmer studiert; ebenso ihr Vater, der Grafiker Gerhard Kettner, der lange Jahre Rektor der Hochschule für Bildende Künste Dresden war.
Bereits ihr Vor-Praktikum machte Marlies Giebe in der Gemäldegalerie Alte Meister. Sie begann 1975 Restaurierung zu studieren. Dieses Studium an der Hochschule für Bildende Künste Dresden war im Jahr zuvor von Ingo Sandner als Gründungsdozent eingerichtet worden und war der einzige Diplomstudiengang für Restaurierung in der DDR. Zu Sandners Bereich gehörte ein Labor unter Hans-Peter Schramm, der u. a. die Strahlendiagnostik für die Gemäldeuntersuchung per Röntgenaufnahme und Infrarotreflektografie qualifizierte. Viele Restauratoren und Denkmalpfleger waren als Lehrkräfte in den Studienbetrieb eingebunden – u. a. Konrad Riemann, Johannes Voss, Karl Heinz Weber, Ingo Timm, Roland Möller oder Bernd Bünsche.
In Begleitung des Studiums lernte Marlies Giebe die Restauratorenausbildung im östlichen Europa kennen – in Krakau, Leningrad, Moskau, Budapest oder Prag. Gute Beziehungen gab es zu Dänemark und Österreich, so dass auch die Wiener Restaurierungsschule in der Dresdner Lehre präsent war – mit Gastvorlesungen von Hubert Dietrich, Gerald Kaspar und Franz Mairinger.
Thema der von Karl Heinz Weber betreuten und 1981 verteidigten Diplomarbeit Marlies Giebes war die Restaurierung der Supraporte Blumenstück mit Putto von Adam Friedrich Oeser.
Nach dem Studium blieb Marlies Giebe drei Jahre als Assistentin von Ingo Sandner an der Hochschule und spezialisierte sich auf Leinwandbildkonservierung. Sie wechselte 1984 als Restauratorin an die Gemäldegalerie Alte Meister, wo sie 36 Jahre tätig blieb und von 2003 bis 2020 die Gemälderestaurierung leitete. Sie vermittelt seit Jahren ihr Wissen und ihre Erfahrungen als Dozentin und wurde 2007 zur Honorarprofessorin der Hochschule für Bildende Künste Dresden ernannt.
Marlies Giebe ist seit 1977 mit dem Maler und Grafiker Hubertus Giebe verheiratet; 1979 brachte sie ihren gemeinsamen Sohn zur Welt.

## Wirken
Marlies Giebe betreute über 35 Jahre hinweg die Werke der zwei berühmten Sammlungen Gemäldegalerie Alter Meister und Gemäldegalerie Neue Meister (später Galerie Neue Meister, heute Albertinum) in Hinblick auf Restaurierung und Konservierung der Gemälde wie auch ihrer Rahmen. Sie verantwortete Depot- und Ausstellungsplanungen, Leihgaben, Baukonzeptionen, Drittmittelakquise, Forschungsvorhaben und Personalsicherung. Nachhaltige Akzente setzte sie mit der Kommunikation und kollegialen Weitergabe von handwerklichem Können und restauratorischer Expertise.
In ihrer Amtszeit lagen allein drei Sammlungsneueinrichtungen: Gemäldegalerie Alte Meister, Eröffnungen 1992 und 2020; Albertinum, Eröffnung 2010 und auch der Katastrophenfall des Elbehochwassers 2002. Während der Überflutung hatte sie maßgeblichen Anteil an der Rettung von fast 3.000 Gemälden und Bilderrahmen aus den Depots beider Dresdner Galerien.
Marlies Giebe restaurierte bedeutende Gemälde wie die Schlummernde Venus von Giorgione und Tizian und Johannes Vermeers Bei der Kupplerin. Einen besonderen Rang nehmen auch die Werke von Max Liebermann, Max Slevogt, Ernst Ludwig Kirchner, Oskar Kokoschka und Otto Dix in ihrem restauratorischen Engagement und ihrer kunstwissenschaftlichen Beschäftigung ein.
Zusammen mit dem damaligen Galeriedirektor Bernhard Maaz initiierte und betreute Marlies Giebe 2012 die Anfertigung eines reich geschnitzten und vergoldeten Tabernakelrahmens für Raffaels Sixtinische Madonna nach originalem Vorbild.

## Zitat
„Das Jubiläum (im Jahr 2012 das 500. Jubiläum der Bildentstehung) forderte uns heraus, das Hauptwerk der Galerie (Raffaels Sixtinische Madonna) in ein neues Licht zu rücken. Wir haben es getan, durch neue technologische Untersuchungen, eine veränderte Raumgestaltung und Beleuchtung und diese Neurahmung und Neuverglasung. Nach der Rückkehr aus der Sowjetunion 1956 bekam das Hauptwerk einen neuangefertigten Rahmen im Stil der Frührenaissance. Jetzt ist es wieder ein Architekturrahmen, der von Werner Murrer aus München als Kopie nach einem Rahmen von 1497 aus der Ghedini Kapelle in San Giovanni in Monte angefertigt wurde. Ich finde diese Lösung gut, weil der Tabernakelrahmen notwendig ist, um das Bild zu verstehen. Die Madonna tritt herein. Sie kommt dem Betrachter entgegen. Diesen Eindruck unterstützt der Rahmen. Auch der Vorhang und die beiden Engel bekommen mit dieser Rahmung wieder ihre räumliche Begründung.“

## Ehrung
- 2011: Sächsische Verfassungsmedaille

## Publikationen (Auswahl)
- „Musik am Abend“ – Zur Wiederentdeckung eines spätexpressionistischen Gemäldes von Conrad Felixmüller. In: Dresdner Kunstblätter. Band 35, Heft 3, 1991, ISSN 0418-0615, S. 80–86.
- „Die Schlummernde Venus“ von Giorgione und Tizian. Bestandsaufnahme und Konservierung – neue Ergebnisse der Röntgenanalyse. In: Jahrbuch der Staatlichen Kunstsammlungen Dresden. Band 23, 1992, ISSN 0419-733X, S. 93–110.
- mit Christoph Schölzel: Beschreibung der Maltechnik und des Erhaltungszustandes des Katharinenaltars. In: Harald Marx: Lucas Cranach der Ältere – Der linke Flügel des Katharinenaltars von 1506 (= Patrimonia. Band 115). Hrsg. Kulturstiftung der Länder in Verbindung mit den Staatlichen Kunstsammlungen Dresden, Gemäldegalerie Alte Meister, Dresden 1996, DNB 949186880.
- Zu Maltechnik und Erhaltungszustand der beiden Gemälde Ernst Ludwig Kirchners „Stehende nackte Mädchen am Ofen“ (1908) und „Die Verbindung“ (1922). In: Ernst Ludwig Kirchner: „Stehende nackte Mädchen am Ofen“ (1908). Auf der Rückseite „Die Verbindung“ (1922) (= Patrimonia. Band 147). Hg. v. Staatliche Kunstsammlungen Dresden, Gemäldegalerie Neue Meister/Kulturstiftung der Länder Dresden. 1998, S. 38–46.
- Gregor J. M. Weber: Pietro Graf Rotari in Dresden – ein italienischer Maler am Hof König Augusts III. Bestandskatalog mit Beiträgen von Valentina Ciancio und Marlies Giebe. Edition Imorde, Emsdetten/Dresden 1999, ISBN 3-9805644-4-4.
- Gerhard Kettner, Begegnungen im Atelier: Zeichnungen und Texte. Hrsg. Gitta Kettner, Marlies Giebe; Vorw. Wolfgang Holler. Sandstein Verlag, Dresden 2003, ISBN 3-930382-85-7.
- Johannes Vermeer: „Bei der Kupplerin“, Kabinettausstellung anlässlich der Restaurierung des Gemäldes. Hrsg. Uta Neidhardt, Marlies Giebe. Staatliche Kunstsammlungen Dresden, Gemäldegalerie Alte Meister, Sandstein Verlag, Dresden 2004, ISBN 3-937602-26-7, S. 39–63.
- Zur Technik der Ölmalerei bei Ludwig Richter. In: Gerd Spitzer, Ulrich Bischoff (Hrsg.): Ludwig Richter. Der Maler. Deutscher Kunstverlag, München/Berlin 2003, ISBN 3-422-06430-3, S. 108–114 (Ausstellungskatalog zur Ausstellung zum 200. Geburtstag in den Staatliche Kunstsammlungen Dresden, Galerie Neue Meister, sowie den Bayerischen Staatsgemäldesammlungen München, Neue Pinakothek).
- Max Liebermanns Selbstbildnis von 1929 - Maltechnik und Erhaltungszustand. In: Max Liebermann, „Selbstbildnis“, 1929 (= Patrimonia. Band 296). Hg. Staatl. Kunstsamml. Dresden. 2005, S. 27–33.
- mit Konstanze Krüger: Gerettet: die Restaurierung der großen Formate nach der Flut 2002. Staatliche Kunstsammlungen Dresden, Gemäldegalerie Alte Meister. Dresden 2007, ISBN 978-3-422-06736-3.
- mit Viola Möckel und Kristina Mösl: Die Gemälde von Carl Gustav Carus - Untersuchungen zum technologischen Bildaufbau und zu maltechnischen Aspekten. In: Petra Kuhlmann-Hodick, Gerd Spitzer, Bernhard Maaz (Hrsg.): Carl Gustav Carus. Wahrnehmung und Konstruktion. Deutscher Kunstverlag, Berlin/München 2009, ISBN 978-3-422-06881-0, S. 117–138.
- Zur Geschichte und Restaurierung von Bellottos „Canaletto-Blick“. In: Bernardo Bellotto. Der Canaletto-Blick. Ausst.-Kat. Staatl. Kunstsamml. Dresden, Galerie Alte Meister. Hrsg. Andreas Hennings, Sebastian Oesinghaus, Sabine Bendfeldt. Dresden 2011, S. 58–67.
- Eine Arche für die Kunst. Die neuen Depots und Restaurierungswerkstätten der Staatlichen Kunstsammlungen Dresden im Albertinum. In: Restauro. Band 117, Heft 7, 2011, S. 54–62.
- Matthias Weniger: Bestandskatalog Spanische Malerei. Beitr. v. Marlies Giebe, Bernhard Maaz. Gemäldegalerie Alte Meister, Staatliche Kunstsammlungen Dresden. Prestel, München / London / New York 2012, ISBN 978-3-7913-5179-7.
- mit Andreas Dehmer: Große Inszenierung. Franz von Stuck „Das verlorene Paradies“ und sein Rahmen. In: Dresdner Kunstblätter. Band 57, Heft 2, 2013, ISSN 0418-0615, S. 20–27.
- Strahlendiagnostik – Gemälde in Schwarzweiß und Grau. In: Dresdner Kunstblätter. Band 57, Heft 4, 2013, ISSN 0418-0615, S. 22–33.
- Die Ägyptenreise von Max Slevogt: eine Malexpedition. In: Max Slevogt. Die Reise nach Ägypten 1914. Ausst.-Kat. Staatliche Kunstsamml. Dresden, Galerie Neue Meister/Kunstsamml. NRW, Düsseldorf. Red. Andreas Dehmer, Stephan Dahme, Susanne Hoppe, Heike Biedermann. Sandstein Verlag, Dresden 2014, ISBN 978-3-95498-080-2, S. 34–43.
- mit Maria Körber: „...weil Dix hier malt wie ein alter Meister und dabei doch ganz er selbst geblieben ist.“ Maltechnische Studien zum Triptychon „Der Krieg“ von Otto Dix. In: Otto Dix: „Der Krieg“ - das Dresdner Triptychon. Ausst.-Kat. Staatl. Kunstsamml. Dresden. Hrsg. Birgit Dalbajewa, Simone Fleischer, Olaf Peters. Dresden 2014, S. 219–251.
- Maler und Modell, Farbe und Licht – Beobachtungen zu Kokoschkas Malweise. In: Oskar Kokoschka, Gitta Wallerstein, 1921 (= Patrimonia. Band 380). Hrsg. Staatliche Kunstsammlungen Dresden, Gemäldegalerie Neue Meister / Kulturstiftung der Länder. Dresden 2015, DNB 1081099038, S. 44–59.
- Veronese – der Cuccina-Zyklus. Hrsg. Christine Follmann, Marlies Giebe, Andreas Henning. Sandstein Verlag, Dresden 2018, ISBN 978-3-95498-354-4.
- Gemäldegalerie Alte Meister – Restaurierung während der Bauzeit. Ein Rückblick. Veroneses „Cuccina-Zyklus“ – das größte Forschungs- und Restaurierungsprojekt der Bauzeit. Der neue Tabernakelrahmen für Raffaels „Sixtinische Madonna“. In: Stephanie Exner, Marlies Giebe, Stephan Koja (Hrsg.): Restaurierte Meisterwerke zur Wiedereröffnung der Sempergalerie. Staatliche Kunstsammlungen Dresden, Sandstein Verlag, Dresden 2020, ISBN 978-3-95498-512-8, S. 10–14, 64–69, 112–115.